# Фридман, Эмилия Моисеевна
Эми́лия Моисее́вна Фри́дман (англ. Emilia Fridman; род. 1959, СССР) ― советский и израильский учёный, кандидат физико-математических наук, профессор электротехники инженерного факультета Тель-Авивского университета. Известна работами по теории управления, системам с временной задержкой и управление выборочными данными".

## Биография
Родилась в 1959 году в Куйбышеве. В 1976—1981 годах изучала математику в Куйбышевском государственном университете. В 1986 году защитила кандидатскую диссертацию по математике на тему «Интегральные многообразия сингулярно возмущенных систем с запаздыванием и их приложения» в Воронежском государственном университете. Научным руководителем был профессор Вадим Стрыгин.

### Семья
Фридман замужем за Евгением Исааковичем Шустиным (род. 1957), профессором математического факультета Тель-Авивского университета. У них есть сын, и они живут в Тель-Авиве. Её брат — доктор технических наук Леонид Фридман (род. 1954) — профессор кафедры управления инженерного факультета Национального автономного университета Мексики в Мехико (индекс Хирша 71).

## Карьера
Работала научным сотрудником Куйбышевского политехнического института в 1981—1982 годах. В 1985 году поступила в аспирантуру математического факультета Куйбышевского института инженеров железнодорожного транспорта, в 1989 году получила звание доцента.
В 1992 году переехала с семьёй в Израиль и поступила на факультет электротехники и систем Тель-Авивского университета. Она работала над различными программами, поддерживаемыми Министерством алии и интеграции Израиля, начав карьеру со старшего научного сотрудника в 1993 году и став главным научным сотрудником (параллельно с доцентом) в 2002 году. В 2012 году она получила звание профессора.
В течение многих лет Фридман сотрудничает с научными учреждениями, в том числе: Институт прикладного анализа и стохастики Вейерштрасса в Берлине (Германия), INRIA в Рокенкуре (Франция), Центральная школа Лилля (Франция), Валансьенский университет (Франция), Kентский университет(Великобритания), CINVESTAV (Мексика), Чжэцзянский университет (Китай), Санкт-Петербургский ИТМО, Мельбурнский университет (Австралия).

### Исследовательская работа
Научные интересы Эмилии включают в себя системы с временной задержкой и системы с сингулярными возмущениями, выборочные данные и сетевое управление, управление дифференциальными уравнениями в частных производных (УЧП) и нелинейное управление. Она впервые применила подход с временной задержкой к управлению выборочными данными. Этот подход стал популярным в сетевых системах управления, позволяя задержкам связи быть больше, чем интервалы выборки.
Также представила дескрипторный метод для систем с временной задержкой и надёжный контроль, который привёл к эффективным методам анализа и проектирования. Кроме того, она ввела метод Ляпунова-Красовского для систем с быстро меняющимся запаздыванием (без каких-либо ограничений на производную запаздывания). Фридман впервые применила подход линейных матричных неравенств к надёжному управлению УЧП и сетевому управлению УЧП.
Согласно Google Scholar (на 2023 год), её индекс Хирша равен 71, и она является самой цитируемой женщиной-учёным в теории управления.

### Профессиональный опыт
В 2017 году избрана в совет Международной федерации автоматического управления. С 2018 года она заведует кафедрой системного управления Ханы и Генриха Мандерманов в Тель-Авивском университете. В 2021 году она была удостоена награды IFAC Delay Systems Life Time Achievement Award и премии Kadar Family Award.

## Публикации
Проф. Фридман является автором более 170 журнальных статей и двух монографий:
- Fridman, Emilia. Введение в системы с временной задержкой: анализ и управление . Биркхаузер. Системы и управление: основы и приложения, 2014 г.;
- Лю, Кун, Фридман, Эмилия, Ся, Юаньцин. Сетевое управление в условиях коммуникационных ограничений: подход с временной задержкой . Springer International Publishing, 2020.

### Избранные статьи
- Фридман Э., «Новые функционалы Ляпунова-Красовского для устойчивости систем линейного запаздывающего и нейтрального типов», Systems & Control Letters, vol. 43, нет. 4, 309—319, 2001.
- Фридман Э. и Шакед У., «Системный дескрипторный подход к управлению H∞ линейными системами с временной задержкой», IEEE Trans. по Автоматическому управлению, т. 1, с. 47, нет. 2, 253—270, 2002.
- Фридман Э., «Устойчивость систем линейных дескрипторов с задержкой: подход, основанный на Ляпунове», Журнал математического анализа и приложений, том. 273, нет. 1, стр. 24-44, 2002 г.
- Фридман Э. и Шакед У., «Стабильность, зависящая от задержки, и управление H∞: постоянные и изменяющиеся во времени задержки», Int. Дж. Контроль, том. 76, нет. 1, 48-60, 2003.
- Фридман Э., Сере А. и Ричард Дж.-П., «Надежная стабилизация линейных систем на основе выборочных данных: подход с задержкой ввода», Automatica, vol. 40, нет. 8, 1441—1446, 2004.
- Фридман Э., «Усовершенствованный подход к управлению выборочными данными с задержкой ввода», Automatica, vol. 46, 421—427, 2010.
- Лю К. и Фридман Э., «Неравенство Виртингера и стабилизация выборочных данных на основе Ляпунова», Automatica, vol. 48, 102—108, 2012.
- Э. Фридман и А. Блиговский. Надежное управление выборочными данными класса полулинейных параболических систем. Автоматика, 48, 826—836, 2012.
- Н. Бар Ам. Распределенная $H_{\infty}$-фильтрация параболических систем на основе сети Э. Фридман. Automatica, 50 (12), 3139-3146, 2014.
- Д. Фрейрих, Э. Фридман Децентрализованное сетевое управление системами с локальными сетями: подход с временной задержкой, Automatica, 69, 201—209, 2016.
- Э. Фридман, Л. Шайхет. Стабилизация с использованием искусственных задержек: подход LMI. Automatica, 81, стр. 429—437, 2017.
- А. Селиванов, Э. Фридман Запаздывающее $H_\infty$ управление двумерными диффузионными системами при точечных измерениях с запаздыванием. Автоматика, 109, 2019.